# Starčevo (Petrovac na Mlavi)
Starčevo (em cirílico:Старчево) é uma vila da Sérvia localizada no município de Petrovac na Mlavi, pertencente ao distrito de Braničevo, na região de Mlava. A sua população era de 585 habitantes segundo o censo de 2002.

## Demografia
| 1948  | 1953  | 1961  | 1971  | 1981 | 1991 | 2002 |
| ----- | ----- | ----- | ----- | ---- | ---- | ---- |
| 1 052 | 1 076 | 1 048 | 1 005 | 976  | 891  | 585  |